# 해남 방산리 독수리봉 고분군
해남 방산리 독수리봉 고분군(海南 方山里 독수리峰 古墳群)은 대한민국 전라남도 해남군 북일면 방산리, 독수리봉에 있는 고분군이다. 2001년 9월 27일 전라남도의 문화재자료 제233호로 지정되었다.

## 개요
독수리봉(57.7m)은 용운마을의 동남쪽에 위치하는데 여기에서 동남쪽으로 내려오는 줄기는 다시 37.5m의 작은 동산을 형성하고 남서쪽으로 내려오다 다시 높아져 정상을 형성하고 있는데 여기에 1호분이 있고 남서쪽 아래로 2m 정도의 간격을 두고 2호분이 있다. 따라서 2기의 고분은 구릉성 산줄기의 정상과 남서쪽 능선상에 위치하고 있어서 주변지역이 잘 조망된다.
1호분은 구릉의 정상부에 위치하고 있는데, 분정에는 2.2×0.8m의 장방형 구덩이가 있다. 분구의 평면형태는 원형이며 규모는 직경 15m, 너비 1.8m이다.
2호분은 구릉의 남서쪽에 있는 고분으로 분구가 거의 삭평되어 겨우 확인할 수 있을 정도이다. 분구의 평면형태는 원형이며 규모는 직경 12m, 너비 1.5m이다.

## 참고 자료
- 해남방산리독수리봉고분군 - 국가유산청 국가유산포털